# Marmarina argentina
Marmarina argentina är en skalbaggsart som beskrevs av Moser 1917. Marmarina argentina ingår i släktet Marmarina och familjen Cetoniidae. Inga underarter finns listade i Catalogue of Life.